# Värdeskepticism
Värdeskepticism är en term som inom moralfilosofin används för att beteckna en rad olika synsätt som i någon mening ifrågasätter förnuftets och förnuftsmässiga skäls roll inom moralen. Detta kan mer konkret ta sig uttryck i förnekande eller tvivlande på moralisk kunskap, rättfärdigad moralisk tro, moralisk sanning eller moraliska egenskaper och skäl för att vara moralisk.
Det är viktigt att hålla isär värdeskepticism från skepticism i allmänhet. En moralisk skepticist behöver inte vara skepticist i någon annan bemärkelse, exempelvis vad gäller kunskap i allmänhet. Det är inte heller så att en moralisk skepticist nödvändigtvis behöver vara omoralisk (i den vardagliga betydelsen av ordet).
Det finns två huvudsakliga traditioner inom den allmänna kunskapsteoretiska skepticismen. Den första hävdar att ingen har kunskap, eller kan ha kunskap, om någonting. Denna går ibland under namnet cartesiansk- (vilket är missvisande eftersom Descartes själv avvisade denna skepticism), dogmatisk- eller akademisk skepticism (och syftar då på skolan i antikens Grekland, Akademien). Den andra traditionen är än mer radikal i sitt tvivel, då den till och med avstår från att fälla ett sådant kunskapsbaserat omdöme som att "ingen vet någonting". Denna andra tradition kallas ibland pyrrhonisk skepticism (efter filosofen Pyrrho). Denna tudelade idéhistoria har även sin motsvarighet inom den moraliska skepticismen och man skulle kunna kalla de två traditionerna inom moralfilosofin dogmatisk värdeskepticism respektive pyrrhonsk värdeskepticism.

## Former av värdeskepticism

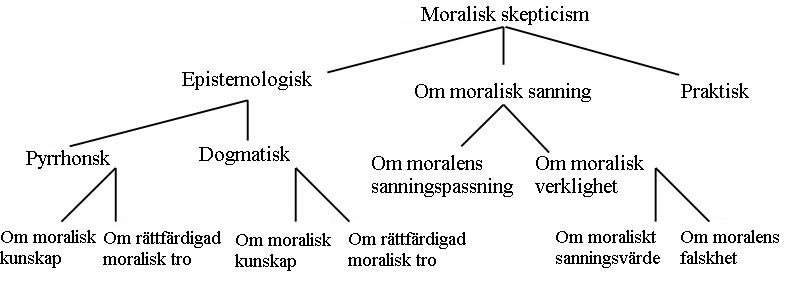
Olika riktningar inom värdeskepticism.

Värdeskepticism blir, i likhet med andra filosofiska begrepp, ett väldigt brett begrepp som täcker in en mängd specifika ståndpunkter, inställningar och synsätt. Den vanligaste formen av värdeskepticism är den som betvivlar förekomsten av genuin moralisk kunskap eller rättfärdigad moralisk tro. Skepticismen inom moralfilosofin uppvisar, som nämndes ovan, ofta analogier med mer allmän kunskapsteoretisk skepticism. Man kan tydligt urskilja två former av den dogmatiska moraliska skepticismen (namnen är här endast stipulerade och inte vedertagna termer inom moralfilosofin):
1. Dogmatisk skepticism om moralisk kunskap som slår fast att ingen någonsin vet att en moralisk trosföreställning är sann.
2. Dogmatisk skepticism om rättfärdigad moralisk tro som slår fast att ingen någonsin är berättigad att ha en moralisk trosföreställning.

Ännu en form av värdeskepticism är skepticism om moralisk sanning som hävdar att inga moraliska trosföreställningar är sanna. Denna tes kan bygga på en av följande tre ståndpunkter:
1. Skepticism om moralens förhållande till sanning som hävdar att moraliska trosföreställningar överhuvudtaget inte är något som kan ha ett sanningsvärde, det vill säga vara sant eller falskt.
2. Skepticism om moralens sanningsvärde som hävdar att inga moraliska trosföreställningar är sanna eller falska, även om de skulle kunna vara det.
3. Skepticism om moralens falskhet som hävdar att alla moraliska trosföreställningar är falska.

Dessa senare tre ståndpunkter är, till skillnad från de första två, inte kunskapsteoretiska, eftersom de rör sanning snarare än kunskap. Detta belyser det faktum att inte all värdeskepticism är kunskapsteoretisk skepticism.
Slutligen kan man urskilja ytterligare två former värdeskepticism, som inte rör vare sig sanning eller kunskap (åtminstone inte på ett direkt sätt):
1. Skepticism om en moralisk verklighet är den metafysiska tesen som går ut på att varken moraliska egenskaper eller fakta existerar.
2. Praktisk värdeskepticism som hävdar att det inte alltid finns tillräckliga skäl för att vara moralisk (exempelvis därför att det faktum att någonting är moraliskt gott inte utgör ett tillräckligt skäl för att handla i enlighet med det.

### Varför vara moralisk?
En form av värdeskepticism är den som ställer frågan "Varför skall man vara moralisk"? Denna fråga är extremt mångtydig i sig själv och behöver därför tolkas för att besvaras eller avvisas. För det första behöver man analysera ordet "varför" i sammanhanget. Uppenbart är att man söker efter skäl men det råder delade meningar om vad som kan utgöra skäl. Måste skäl i slutändan grundas i egenintresse? Eller kan det vara så att skäl kan tillåtas inkludera andra människors intressen, eller mest radikalt, ingens intressen? Detta är en öppen fråga inom filosofin.
För det andra måste man analysera "vara moralisk". Vad innebär det att vara moralisk? Även kring denna fråga råder det djupt delade meningar. Man måste skilja frågan "Varför skall jag vara en moralisk person?" från den närliggande frågan "Varför skall jag utföra moraliska handlingar?" Man kan exempelvis tänka sig en person som inte anser att det finns något värde i att utföra omoraliska handlingar om det gynnar personen ifråga, men inser att anläggandet av en allmänt moralisk handlingsdisposition leder till egenintresserade fördelar. Det tycks vara fördelaktigt att vara en moralisk person, oavsett om fördelen består av egenintresse eller även av andra människors intressen, åtminstone i samhällen med en utvecklad straffapparat. Frågan tangerar Immanuel Kants distinktion mellan att handla "av plikt" och "pliktenligt".
Den andra frågan, "Varför skall jag utföra moraliska handlingar?", kan också tolkas på olika sätt, exempelvis som "Varför skall jag utföra handlingar som är moraliskt goda?" och "Varför skall jag utföra handlingar som är moraliskt förpliktigade?". Man kan tänka sig handlingar som är moraliskt goda men som moralen inte kräver. Vissa filosofer har hävdat att när egenintresse och moraliska krav kolliderar, är varken handlingar som tillfredsställer egenintresset eller handlingar som följer moralen irrationella.

## Argument för värdeskepticism

### Moralisk oenighet
Det vanligaste, och enklaste, argumentet för värdeskepticism är påpekandet att det råder oenighet i många moraliska frågor, exempelvis vad gäller abortfrågan, eutanasi och dödsstraff. Från detta konstaterande drar man slutsatsen att det inte finns några moraliska frågor kring vilka alla människor kan enas om ett slutgiltigt svar.
Detta argument har emellertid blivit angripet från flera olika håll. Ett motargument går ut på att det ursprungliga argumentet koncentrerar sig på de allra mest kontroversiella frågorna, men bortser från att det kanske finns moraliska frågor där alla tycker likadant, exempelvis huruvida det är rätt att tortera oskyldiga barn. Ett annat motargument går ut på att blotta existensen av oenighet inte visar på att det inte kan vara så att oenigheten beror på att alla ståndpunkter förutom en är felaktiga.

### Moraliska förklaringar
Ett argument som har förts fram av bland andra Gilbert Harman går ut på att den bästa förklaringen av ett naturligt fenomen, allt annat lika, är den som postulerar minst antal entiteter. Med andra ord, den enklare av två annars likvärdiga teorier är att föredra. Harman tar upp ett exempel med några pojkar som plågar en katt. Behöver du verkligen gå med på att handlingen är moraliskt felaktig för att förklara allting som händer i situationen, exempelvis att du blir upprörd över vad du ser? Nej, säger Harman. Allting går att förklara utan att dra in moraliska termer.
Harmans argument har dock inte gått oemotsagt. För det första kan man förneka själva premissen, att den bästa förklaringen är den enklaste. Denna princip går under namnet "Ockhams rakkniv" och har ifrågasatts även i andra sammanhang. För det andra kan man gå med på premissen men förneka att allting går att förklara utan att dra in moraliska termer.